# 椎名ひかる
椎名 ひかる（しいな ひかる、1991年12月6日 - ）は、日本のAV女優。名東所属。

## 略歴・人物
好きな物は、アニメ・猫・犬・ラーメン・カラオケ・買い物。
2010年5月にマキシングからAVデビュー。CSアダルト放送・チャンネル・ルビーの3代目ルビーメイト（イメージガール）も務める。

## 出演作品
2010年
- 新人（5月16日、マキシング） ※デビュー作
- 恥ずかしがる乳首。（6月16日、マキシング）
- 俺のいもうと、ひかる。（7月16日、マキシング）
- 制服美少女（8月16日、マキシング）
- 小悪魔美少女のエロ責め。（9月16日、マキシング）
- ナースひかるのエロエロ看護日誌（10月16日、マキシング）
- MAXING 3D!（11月16日、マキシング）
- the BEST（12月16日、マキシング）※Blu-ray Disc版、個人総集編
- 痴漢レイプされまくる美乳美少女（12月16日、マキシング）

2011年
- この世で最も可愛い痴女。しかも美乳。（1月16日、マキシング）
- 風俗ちゃんねる 24（2月16日、マキシング）
- コレクション シーズン 1（4月16日、マキシング）個人総集編
- A○B4○ 篠○麻里子激似!!（8月1日、ワンズファクトリー）
- 篠○麻○子激似!ネ申美乳アイドルROCKET降臨（8月6日、ROCKET）
- コレクション シーズン 2（8月16日、マキシング）個人総集編
- 美女騙録 08（9月1日、プレステージ）
- 超激似!!国民的アイドルAVソロデビュー（9月8日、SODクリエイト）
- 美少女・性感開発研究所（9月19日、ドグマ）
- 私、犯されました…夫の目の前で（9月22日、ヒビノ）
- 麗しのキャンペーンガールAGAIN 6 ひかるとれい（9月24日、HMJM）
- パンチラナース（9月25日、kawaii*）
- 働くオンナ獲り 【モデル系の八頭身OLをハメ廻せ!!】 vol.9（10月1日、プレステージ）
- 入院先で犯された若妻（10月1日、プレステージ）
- 超激似!!国民的アイドルユニット とってもHで恥ずかしい神バラエティAV SODINGO全員集合スペシャル（10月6日、SODクリエイト）
- 僕らを誘惑するタイトスカートすぎる教育実習生（10月11日、プレステージ）
- 白衣の天使と性交（10月15日、ドリームチケット）
- 世界で一番大きなチンポを持つ男のSEX（10月19日、ROOKIE）
- 痴女バスガイドの辱め淫語性交（10月25日、美）
- 新人OL研修期間中（11月1日、プレステージ）
- 放課後ソープランド 2（11月5日、アキノリ）
- 私立INRAN病院 爆乳ナースステーション（11月1日、プレステージ）
- 超激似!!国民的アイドルユニット選抜メンバー総出演!!神アイドルたちがチ○ポ取り合い、奪い合い夢の大乱交SP（11月5日、SODクリエイト）
- 汗まみれガチ交尾（11月15日、ワープエンタテインメント）
- 椎名ひかるのソープしちゃうぞ（11月18日、クリスタル映像）
- 隣の部屋で寝ていたはずの彼女の妹が姉と僕のエッチを覗き、頬を赤らめオナニーをしていたので…（12月1日、プレステージ）
- 「女の口は嘘をつく。」 雌女ANTHOLOGY #100（12月2日、アウダースジャパン）
- 超激似!!国民的アイドルに何度も中出ししよう（12月8日、SODクリエイト）
- 乳首快楽Men'sサロン ゾクゾクしながら…癒されたい 10周年特別版全4時間（12月5日、ドリームチケット）
- コレクション シーズン 3（12月16日、マキシング）個人総集編
- NON STOP ORGASM ポルチオエンドルフィン 椎名ひかる 催眠暴走（12月16日、クリスタル映像）
- 淫語痴女 寸止め・見下し・言葉責め中毒の女（12月19日、ドグマ）
- ユーザーが選んだ魔法少女コスプレまじかる☆マジックリターンズ（12月23日、TMA）

2012年
- 浴びた女も感激する一撃!!大量顔射!!!（1月15日、ワープエンタテインメント）
- 巨乳素人ハメ撮り図鑑 6 「今日って…、スルよね?」（1月27日、SLEAZY）
- ホンモノ素人宅に訪問!童貞くんを椎名ひかるが筆おろし（2月2日、グローリークエスト）
- ヌルヌルローション透け水着（2月10日、TMA）
- 巨乳学級委員長のクセにごっくん中出し尻軽マンコ（2月19日、CROSS）
- 義妹が就職活動を始めて…（2月25日、マドンナ）
- 24人の女子校生スカート尻コキ（3月1日、Fetishist/妄想族）
- 奴隷色のステージ（3月7日、アタッカーズ）
- 転校したら男は僕一人ぼっちだった…。 8（3月8日、アキノリ）
- 篠○麻里子がサービスするHなメニューばかりのレストラン（3月13日、マルクス兄弟）
- すぐに破れるコンドーム×椎名ひかる（3月23日、EROTICA）
- 逆恨みされレイプされる女たち II（3月25日、ハヤブサ）
- 競泳水着立ちオナニー（3月1日、Fetishist/妄想族）
- 照れるほど見つめられる乳首責め 全編・長回しで視姦されながらチクビをイジられ続けるゾクゾクしちゃう快楽（4月6日、ドリームチケット）
- 巨乳人妻温泉 イヤシの宿7（4月13日、LEO）他
- 拘束椅子トランス（4月19日、ドグマ）
- 近親相姦 第2章 私たちは毎日、義父、義兄の欲望のままにレイプされています（4月25日、ハヤブサ）
- 今すぐお金が必要なんで私を買って好きにしていいですよII（4月25日、ハヤブサ）
- 催眠 赤 DX 49 スーパーコンプリート編（5月18日、アウダースジャパン）
- 催眠 赤 DX 49 スーパーmc編（5月18日、アウダースジャパン）
- 催眠 赤 DX 49 ドキュメント編（5月18日、アウダースジャパン）
- ペロフェラ（5月25日、TMA）共演:	つぼみ、桐谷ユリア、有村千佳
- 東京25時 大都会不倫事情 Vol.02（6月12日、プレステージ）
- 溺愛 中年オヤジと色白美少女（6月13日、E-BODY）
- 癒らし。 VOL.87（6月22日、アウダースジャパン）
- 椎名ひかるがあなたの朝勃ちヌキにいきます。（7月3日、プレステージ）
- 禁断の姉弟関係（7月7日、アタッカーズ）
- 濃厚な女（7月13日、ハヤブサ）
- MAD GAME 6TH（7月20日、MAD）
- 解禁アナル・FUCK（8月19日、ドグマ）
- 幻母 タイムスリップ近親相姦 初体験はご先祖様（9月1日、VENUS）
- 親戚に輪姦される中出し若妻 あなた、ごめんなさい（9月25日、サイドビー）
- ある日突然モテ男に変身!?オッパイだらけの夢のハーレム性活 2（9月28日、ケイ・エム・プロデュース）
- 無邪気な娘のいつものセックス（10月1日、S-Cute）
- 真・極限アナル催眠 悶絶真性快楽覚醒催眠初本格レズ＆アナル二穴同時絶頂3Pファック!!（10月13日、セレブの友）
- 椎名ひかるの悩殺!!パンチラ☆症候群 ～ひかるのあぶない1週間～（10月25日、アロマ企画）
- 椎名ひかる、Hが大好き美乳いもうと系の28本番10時間（11月16日、マキシング）個人総集編
- ザーメン募集（11月20日、レイディックス）
- 催眠隷女 CAヒトミ（12月1日、催眠研究所別館）

## デジタル写真集・コスプレROM
- 月ルナモノ物ガタリ語　黒　2013年12月29日
- 月ルナモノ物ガタリ語　白　2013年12月29日
- 東方月時計 ～ルナ・ダイアル～　2013年12月29日
- 艦むす　天龍これくしょん　2013年12月29日
- 中二病でも森夏はめちゃくちゃ×××がしたい！　2015年5月5日

## テレビ出演
- オナニーニョ!! #48 - #50 （2010年3月 - 5月、エンタ!371） ※番組内コーナー「HikaruTV」に出演
- みっひーランド。 #1（2010年5月、エンタ!371）
- おとなのびっくりは～いすくーる（2011年10月、日本海テレビ） - マンスリーゲストとして出演
- ヴィーナス・フューチャー #84（スカパー!・エンタ!371、2010年）

## イベント

### コスプレイベント
- コスホリック10（COSHOLIC 10）参加 サークル：SEVENDOLLS